# British Rail Class D16/1
British Railways Class D16/1 eller 10000 och 10001 var de första dieselloken i Storbritannien. De byggdes av London, Midland and Scottish Railway vid dess Derby Works, med EE16SVT 1600 hk dieselmotor med elektrisk transmission, i samarbete med English Electric och Vulcan Foundry, som LMS hade haft ett långt samarbete med.